# Macaco de Marte
O Macaco de Marte foi uma história fictícia alienígena em que um suposto macaco vindo de Marte foi deixado à beira de uma estrada no estado estadunidense de Geórgia, a história foi criada por dois barbeiros e um açougueiro: Edward Watters, Tom Wilson e Arnold Payne, em 1953.

## Evento
O ocorrido aconteceu em uma época de muita histeria quanto à aparição de OVNI's.
Os três amigos pegaram o macaco morto cortaram o rabo dele, aplicaram um removedor de pelos e o pintaram de verde, então, largaram o animal na beira de uma estrada isolada, ao norte de Atlanta, em 8 de julho de 1953. Em volta do bicho criaram um círculo no asfalto, com a ajuda de um maçarico, para dar mais veracidade à história.
O primeiro a se deparar com a cena foi o policial Sherley Brown, que fazia ronda no local. Ele também avistou os barbeiros Edward Watters e Tom Wilson, além do açougueiro Arnold Payne. Os três relataram ao policial ter visto um objeto com o formato de disco voador parado na estrada. Ainda segundo o relato deles, diversas criaturas com aproximadamente 60 cm de altura corriam pelo local. Conseguiram ainda bater em uma das criaturas, o que fez com que todas as outras corressem para a nave, que depois levantou voo, deixando o círculo no asfalto.

## Desenrolar
Logo a notícia correu o mundo e várias pessoas quiseram ver e investigar o ser, Marion Hines, professor de anatomia da Emory University, foi o primeiro a afirmar que era tudo farsa. Watters, Wilson e Payne admitiram ter criado toda a história e no fim pagaram uma multa de US$ 40 por obstruir a estrada.

## Hoje
O animal hoje encontra-se exposto no museu da Agência de Investigação da Geórgia, preservado num vidro cilíndrico.